# Linha Oeste do Metrô de Fortaleza
A Linha Oeste (Moura Brasil ↔ Caucaia)  é uma das linhas atualmente em operação do Metrô de Fortaleza, administrada pela Companhia Cearense de Transportes Metropolitanos, empresa de economia mista com controle majoritário do Governo do Estado do Ceará.
Com 19,5 quilômetros de extensão e 10 estações em operação, a linha Oeste interliga o centro da capital cearense ao centro do município de Caucaia, segundo maior município em população no Estado do Ceará e localizado na Região Metropolitana de Fortaleza (RMF). Cerca de 7 mil passageiros utilizam o sistema diariamente.
A linha opera com Veículos Leve sobre Trilhos (VLTs), movidos a diesel, equipados com ar-condicionado para melhor conforto térmico, e com capacidade para 756 pessoas. Esta linha realiza 28 viagens por dia, nos dois sentidos. A velocidade média é de 43 km/h, com máxima de 60 km/h.
O funcionamento ocorre de segunda a sábado, das 5h30 às 20h.

## Histórico

### Antecedentes
A origem da linha Oeste vem por meio do trecho da Estrada de Ferro de Sobral que ligava Sobral a Ipu. Em 1909, toda a estrada de ferro de Sobral (Camocim-Ipu) foi juntado com a estrada de ferro de Baturité para se criar a Rede de Viação Cearense (RVC), imediatamente arrendada à South American Railway. Em 1915, a RVC passa à administração federal.
A linha da antiga estrada de ferro de Sobral chega a seu ponto máximo em Oiticica, na divisa com o Piauí, em 1932, dezoito anos antes de Sobral ser unida a Fortaleza pela estrada de ferro de Itapipoca (1950). Esses dois trechos passam então a constituir a linha Norte.
Em 1957 passa a ser uma das subsidiárias formadoras da RFFSA e em 1975 é absorvida operacionalmente por esta. Em 1996 é arrendada juntamente com a malha ferroviária do Nordeste à Cia. Ferroviária do Nordeste (RFN). Trens de passageiros percorreram a linha Norte até o dia 12 de dezembro de 1988, sobrando depois disso apenas cargueiros e trens metropolitanos no trecho Fortaleza-Boqueirão.

### A era do trem suburbano (1977–2011)
Em outubro de 1977 o Governo Federal liberou uma verba no valor de Cr$ 40 milhões para os primeiros estudos de implementação de um trem metropolitano na Grande Fortaleza. Com a criação da Coordenadoria de Transportes Metropolitanos (CTM), os trens suburbanos que circulavam somente em horários de pico passaram a ser de hora em hora.
Sob a gestão da CTM, em 19 de fevereiro de 1982, são inauguradas as estações Jurema, Conjunto Ceará e São Miguel.
Por meio do decreto nº 89.396, de 22 de fevereiro de 1984, é fundada a Companhia Brasileira de Trens Urbanos (CBTU). A nova empresa pública federal surgiu como empresa de economia mista, subsidiária da RFFSA. Através da sua criação, as ferrovias operadas pela RFFSA foram incorporadas progressivamente a CBTU.
Em 1985 são entregues as estações Araturi e Parque Albano.
Em 25 de setembro de 1987, foi iniciada a constituição do consórcio do Trem Metropolitano de Fortaleza (TMF), por meio de assinatura do Contrato de Constituição do Consórcio entre RFFSA, CBTU e Governo do Estado do Ceará com interveniência da União através do Ministério dos Transportes.
Em 1988, a administração do sistema de trens urbanos de fortaleza foi integralmente transferida da RFFSA para a CBTU, que passou a gerir o sistema por meio da Superintendência de Trens Urbanos de Fortaleza (STU/FOR). Naquele mesmo ano, precisamente no dia 12 de dezembro de 1988, os trens de longa distância foram extintos, permanecendo apenas os que ligavam Fortaleza à Maracanaú e Caucaia. Com essa mudança, houve uma grande concentração no fluxo de passageiros nessas duas linhas, sendo necessário intensificar os serviços ferroviários.
Em 1º de abril de 1993 o contrato do consórcio do Trem Metropolitano de Fortaleza teve o prazo prorrogado por um ano. O segundo, assinado em 29 de março de 1994, também foi prorrogado por mais um ano. Já o terceiro, em 4 de abril de 1995, prorrogou-se por dois anos, com término previsto para 4 de abril de 1997. Em 3 de abril de 1997 foi lavrada a Ata de Encerramento do Consórcio, tendo sido nomeada comissão, com prazo de sessenta dias, para apresentação do relatório de liquidação.
Nesse contexto, surgiu a necessidade de uma empresa que atendessem a nova demanda e acompanhasse o crescimento da cidade. A primeira e principal etapa de criação do Metrofor foi a estadualização do serviço ferroviário, marcada pela mudança do nome Superintendência de Trens Urbanos de Fortaleza (STU/FOR) para Companhia Cearense de Transportes.
Em 2 de maio de 1997, a Companhia Cearense de Transportes Metropolitanos (Metrofor) foi criada com o objetivo de assumir e modernizar a operação do transporte dos trens metropolitanos de Fortaleza, até então realizada pela CBTU. O antigo consórcio do Trem Metropolitano de Fortaleza foi definitivamente extinto em 30 de maio de 1997. Grande parte dos funcionários que pertenceram, incialmente a Rede Ferroviária Federal Sociedade Anônima (RFFSA) e posteriormente a CBTU, foram agregados ao corpo de profissionais da nova companhia estadual.

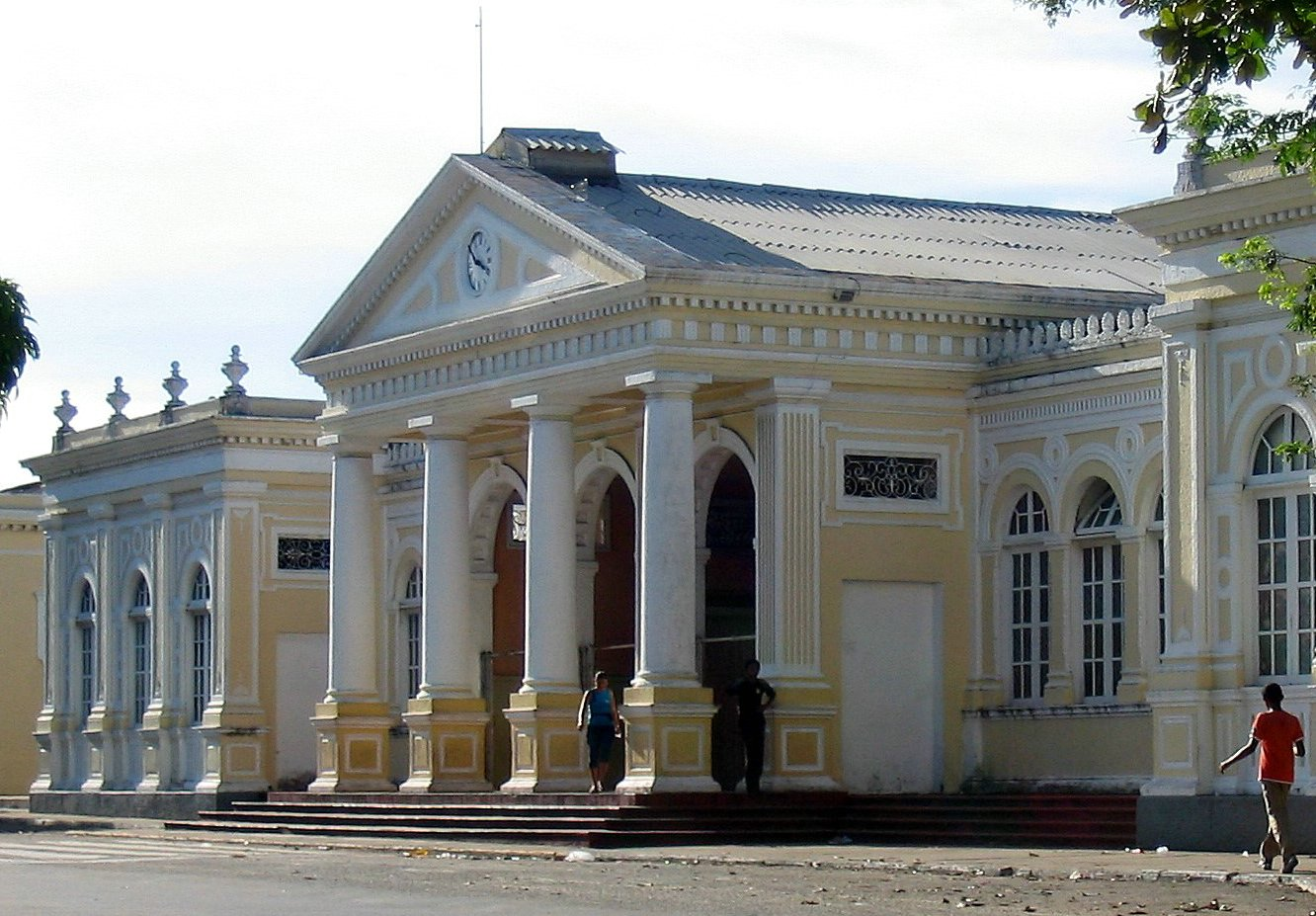
Antiga estação João Felipe em 2005. Até 2009 funcionou como estação de integração entre as linhas norte (atual oeste) e sul do extinto sistema de trens suburbanos de Fortaleza. A edificação abriga atualmente parte do Complexo Cultural Estação das Artes.

Em 1º de julho de 2002, o transporte urbano de passageiros sobre trilhos passou definitivamente a fazer parte da alçada do Estado quando a Companhia Brasileira de Trens Urbanos (CBTU) passou para a Companhia Cearense de Transportes Metropolitanos a responsabilidade do transporte metroviário de Fortaleza.
No dia 11 de maio de 2009, o trecho entre as antigas estações Parangaba e João Felipe, então pertencentes a linha Sul do sistema de trens suburbanos de Fortaleza, foi definitivamente encerrado para o avanço das obras do metrô.  O trecho entre as estações João Felipe e Otávio Bonfim foi mantido com um trem indo e voltando entre os dias 11 e 17 de maio de 2009, e sustado nesse dia pois o número de passageiros em sete dias não havia passado de quatro por viagem. Deste modo, apenas a linha Oeste permaneceu utilizando a centenária estação João Felipe até seu encerramento definitivo como estação ferroviária em janeiro de 2014.
Em 2010, a Companhia Cearense de Transportes Metropolitanos investiu cerca de R$ 125 milhões na modernização da linha Oeste. Quatro locomotivas foram modernizadas e 31 carros Pidners de passageiros receberam nova fuselagem e sistema de climatização. Além da reforma e aquisição de novos veículos, foram recuperados 17 quilômetros de via permanente e duplicados outros 2,5 quilômetros, reformadas nove estações, e realizado o trabalho de sinalização das passagens de nível. Também foi concluído o viaduto rodoviário Visconde de Cauípe, em Caucaia.

### O período do VLT (2011–Atualmente)
Em outubro de 2010, o primeiro de seis Veículos Leves sobre Trilhos (VLT), adquiridos pela Companhia Cearense de Transportes Metropolitanos para operarem na linha Oeste, chega a Fortaleza. O veículos ficou em "exposição" na antiga estação João Felipe, enquanto recebia os últimos acertos e equipamentos, antes de entrar em teste.
Construídos em Barbalha, na Região Metropolitana do Cariri, pela empresa cearense Bom Sinal, os VLTs são alto propulsores, ou seja, operam com motores a diesel próprios, e têm comprimento de 74,2 metros e 2,86 metros de largura. Os veículos também são equipados com ar-condicionado, cadeiras de polietileno reforçado com fibras de vidro e vidros temperados, garantindo maior segurança. Os seis VLTs custaram, na época, R$ 56 milhões, aos cofres públicos Estaduais.
Após meses de exposição e testes, o primeiro primeiro da linha Oeste começou a operar em fase de testes dinâmicos no dia 13 de junho de 2011. O então governador do Estado do Ceará, Cid Gomes, acompanhou o início operação realizando o percurso que se iniciou na estação Caucaia, no centro do município, e se encerrou na estação João Felipe, no Centro de Fortaleza.
Em 13 de janeiro de 2014, as operações de transporte de passageiros na estação João Felipe foram definitivamente encerradas para o avanço das obras da linha Leste do metrô. Com isso, o papel de estação terminal da linha Oeste em Fortaleza foi transferido para uma plataforma temporária que mais tarde passou a ser conhecida como estação Moura Brasil. Diversas reclamações foram realizadas pelos usuários que consideram a nova estação distante da antiga, além da sensação de insegurança que o local passa.
Construída para ser temporária a estação Moura Brasil está em operação até hoje, mesmo após mais de uma década do início de seu funcionamento.

## Estações
Atualmente a linha Oeste possuí 10 estações, distribuídas ao longo de 19,5 quilômetros, sendo todas de superfície.
As atuais edificações da maioria das estações da linha Oeste foram erguidas por volta da década de 1980, passando por uma reforma mais ampla em 2010. Quase todas as estações seguem um mesmo padrão, formadas por uma estrutura simples, composta por uma única plataforma em ilha (com exceção das estações Caucaia, Padre Andrade e Moura Brasil, que possuem linha singela) construída em alvenaria, coberta por um telhado de amianto sustentado por vigas de ferro localizadas ao centro da plataforma. Ao longo das estações estão distribuídos bancos de concreto e lixeiras. 

O acesso as estações é geralmente realizado por meio de uma rampa que permite acesso ao bloco onde se localiza as catracas torniquetes para a saída e a bilheteria, onde o usuário, após pagar o valor necessário, tem acesso a plataforma. A maioria das estações possuem um segundo bloco, onde se localiza uma pequena sala de apoio para uso dos funcionários da estação.
| Linha Oeste |                                   |             |                                                                                                 |            |                    |        |
| Estação | Inauguração                       | Linha(s)    | Conexão                                                                                         | Posição    | Bairro/Cidade      | Imagem |
| Moura Brasil | 13 de janeiro de 2014 (11 anos)   | Linha Oeste | Linha Sul por meio da estação Central-Chico da Silva Linhas do transporte coletivo de Fortaleza | Superfície | Fortaleza          |        |
| Álvaro Weyne | 12 de outubro de 1926 (98 anos)   | Linha Oeste | Linhas do transporte coletivo de Fortaleza                                                      | Superfície | Fortaleza          |        |
| Padre Andrade | -                                 | Linha Oeste | Linhas do transporte coletivo de Fortaleza                                                      | Superfície | Fortaleza          |        |
| Antônio Bezerra | 12 de Outubro de 1917 (107 anos)  | Linha Oeste | Linhas do transporte coletivo de Fortaleza                                                      | Superfície | Fortaleza          |        |
| São Miguel | 20 de fevereiro de 1982 (43 anos) | Linha Oeste | Linhas do transporte coletivo de Fortaleza                                                      | Superfície | Caucaia Fortaleza* |        |
| Parque Albano | 1985 (39 anos)                    | Linha Oeste | Linhas do transporte coletivo de Fortaleza                                                      | Superfície | Caucaia Fortaleza* |        |
| Conjunto Ceará | 20 de fevereiro de 1982 (43 anos) | Linha Oeste | Linhas do transporte coletivo de Fortaleza                                                      | Superfície | Caucaia Fortaleza* |        |
| Jurema | 20 de fevereiro de 1982 (43 anos) | Linha Oeste | Linhas do transporte coletivo de Caucaia e do transporte coletivo Metropolitano.                | Superfície | Caucaia            |        |
| Araturi | 1 de julho de 1985 (39 anos)      | Linha Oeste | Linhas do transporte coletivo de Caucaia e do transporte coletivo Metropolitano.                | Superfície | Caucaia            |        |
| Caucaia | 12 de outubro de 1917 (107 anos)  | Linha Oeste | Linhas do transporte coletivo de Caucaia e do transporte coletivo Metropolitano.                | Superfície | Caucaia            |        |
| - As estações São Miguel, Parque Albano e Conjunto Ceará se localizam no limite entre os munícios de Fortaleza e Caucaia, atendendo assim a bairros de ambos os munícios. |                                   |             |                                                                                                 |            |                    |        |

## Passageiros transportados
| Passageiros por Ano | Passageiros por Ano |
| ------------------- | ------------------- |
| 2017                | 2.115.351           |
| 2018                | 2.227.989           |
| 2019                | 2.396.784           |
| 2020                | 1.339.663           |
| 2021                | 1.736.812           |
| 2022                | 1.932.049           |
| 2023                | 1.907.678           |